# Ташка (Оклахома)
Ташка (англ. Tushka) — місто (англ. town) в США, в окрузі Атока штату Оклахома. Населення — 413 особи (2020).

## Географія
Ташка розташована за координатами 34°19′5″ пн. ш. 96°10′1″ зх. д. / 34.31806° пн. ш. 96.16694° зх. д. (34.317925, -96.167069).  За даними Бюро перепису населення США в 2010 році місто мало площу 2,08 км², з яких 2,02 км² — суходіл та 0,05 км² — водойми.

## Демографія
Згідно з переписом 2010 року, у місті мешкало 312 осіб у 126 домогосподарствах у складі 89 родин. Густота населення становила 150 осіб/км².  Було 152 помешкання (73/км²).
Расовий склад населення:
| - 73,1 % — білих - 17,0 % — корінних американців - 1,0 % — чорних або афроамериканців - 1,0 % — азіатів |

До двох чи більше рас належало 7,7 %. Частка іспаномовних становила 2,2 % від усіх жителів.
За віковим діапазоном населення розподілялося таким чином: 27,2 % — особи молодші 18 років, 59,3 % — особи у віці 18—64 років, 13,5 % — особи у віці 65 років та старші. Медіана віку мешканця становила 32,6 року. На 100 осіб жіночої статі у місті припадало 101,3 чоловіків;  на 100 жінок у віці від 18 років та старших — 90,8 чоловіків також старших 18 років.
Середній дохід на одне домашнє господарство  становив 46 253 долари США (медіана — 41 389), а середній дохід на одну сім'ю — 48 810 доларів (медіана — 43 125). Медіана доходів становила 35 417 доларів для чоловіків та 23 750 доларів для жінок. За межею бідності перебувало 18,5 % осіб, у тому числі 27,8 % дітей у віці до 18 років та 6,3 % осіб у віці 65 років та старших.
Цивільне працевлаштоване населення становило 117 осіб. Основні галузі зайнятості: фінанси, страхування та нерухомість — 20,5 %, освіта, охорона здоров'я та соціальна допомога — 16,2 %, мистецтво, розваги та відпочинок — 12,8 %, роздрібна торгівля — 11,1 %.